# Ляховольський Роман Іванович
Рома́н Іва́нович Ляхово́льський (25 квітня 1986, м. Стрий — 22 липня 2023, біля с. М'ясожарівка на Луганщині) — український військовослужбовець, солдат 65-го батальйону 103 ОБрТрО ЗСУ, учасник російсько-української війни.

## Життєпис
Роман Ляховольський народився 25 квітня 1986 року в місті Стрий Львівської області. Проживав у селі Діброва. Навчався в початковій школі № 11, ЗСШ № 3 ім. Івана Франка, Стрийскому фаховому коледжі ЛНАУ та Львівському національному аграрному університеті, здобув професію електромонтера. Працював в організації «Стрийське відділення бурових робіт».
Під час повномасштабного російського вторгнення поповнив лави Збройних Сил України та вирушив захищати рідну країну від ворога. Службу ніс у складі 65-го батальйону 103-ої окремої бригади територіальної оборони. Обіймав посаду стрільця.
Загинув 22 липня 2023 року від осколкового поранення під час виконання бойового завдання поблизу села М'ясожарівка на Луганщині. Похований 27 липня 2023 року на Алеї Слави цвинтаря в Стрию.
Залишились мама, сестра, дружина і маленька донечка.

## Нагороди
- Орден «За мужність» III ступеня (8 листопада 2023, посмертно) — за особисту мужність, виявлену у захисті державного суверенітету та територіальної цілісності України, самовіддане виконання військового обов'язку[4]

## Вшанування пам'яті
1 жовтня 2024 року ім'я Романа Ляховольського викарбували на камені початкової школи № 11, у якій він навчався.